# Westbury (Nowy Jork)
Westbury – wieś w Stanach Zjednoczonych, w stanie Nowy Jork, w hrabstwie Nassau.